# ヴァルケンリート
ヴァルケンリート (ドイツ語: Walkenried, [valkn̩ˈriːt]) は、ドイツ連邦共和国ニーダーザクセン州南部のゲッティンゲン郡に属す町村（以下、本項では便宜上「町」と記述する）である。この町は南ハルツ地方辺縁部に位置する町村である。

## 地理

### 位置
ヴァルケンリートはヴィーダ川沿いに位置している。東西ドイツ再統一までヴァルケンリートは、その南側と東側が直接東西ドイツ国境に面していた。ヴァルケンリートは、州指定のルフトクアオルト（空気の清浄な保養地）に指定されている。

### 自治体の構成
ヴァルケンリートは以下の地区から構成されている。かっこ内は2015年12月31日現在の人口である。
- ヴァルケンリート、ヴィーディクスホーフを含む（2,263人）
- ヴィーダ（1,293人）
- ツォルゲ（982人）

## 歴史
ヴァルケンリートは1085年に初めて文献に記録されている。歴史の中心となったのは、1127年にシトー会によって設立されたヴァルケンリート修道院であった。もともと森に覆われていたヴァルケンリート沼沢地は、12世紀からこの修道院の修道士らによって肥沃な耕作地を持つ実り豊かな池辺の土地に開墾されていった。修道士によって365の池が設けられ、1つの池につき1年に1日ずつ魚を捕ることが許された。現在、そのうち50の池が確認できる。そのすべての池が「プリオールタイヒ・ザクセンシュタイン自然保護区」にある。いくつかの池は現在、地元のスポーツフィッシングクラブによって管理されている。

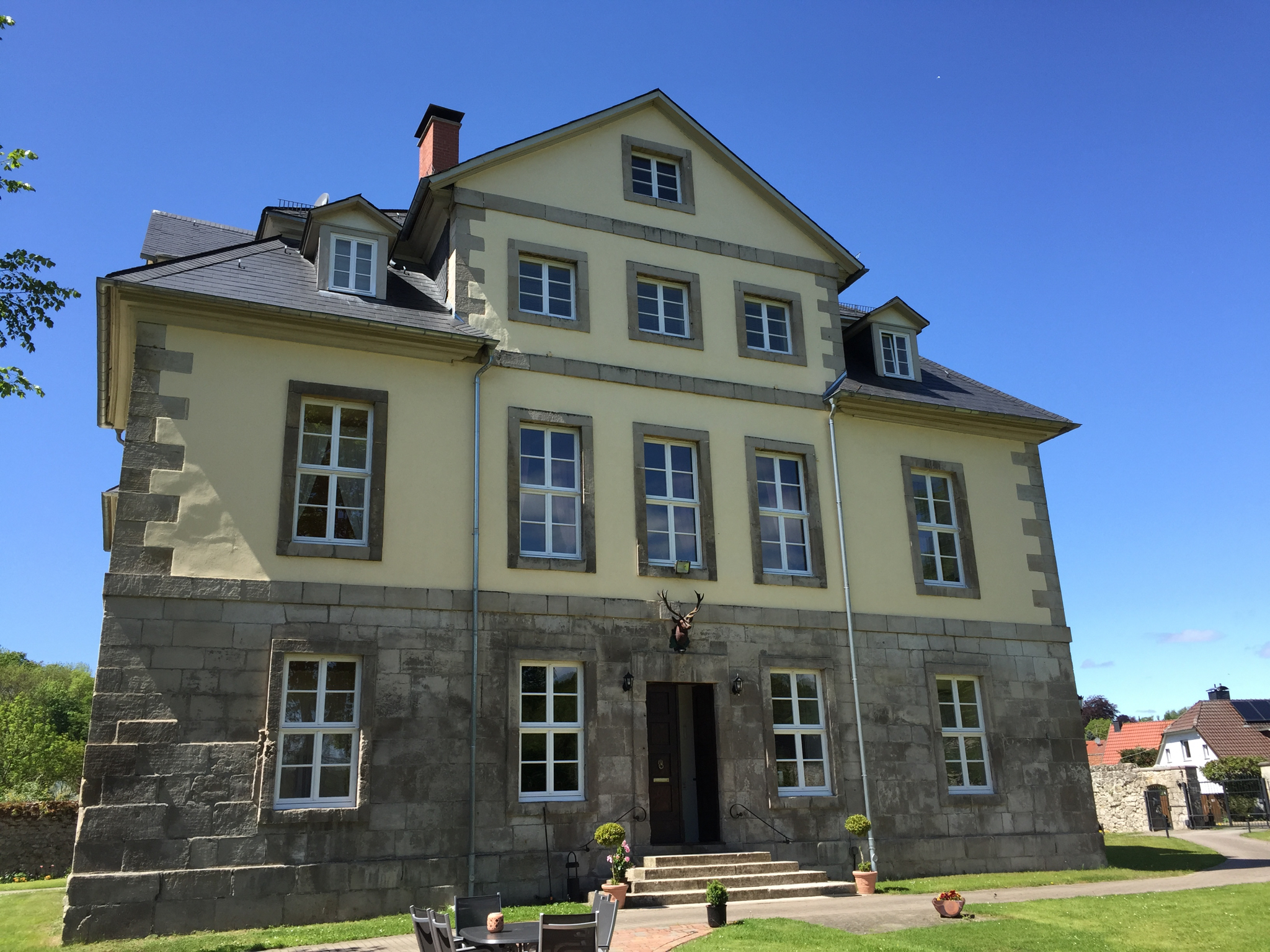
ヴァルケンリートの狩の館

1725年から1730年に、取り壊された修道院の石材を使って、修道院の敷地の南側にヘルマン・コルプによるブラウンシュヴァイク公アウグスト・ヴィルヘルムのための狩の館が建設された。城館庭園の南と西を囲んでいた頑丈な壁は、城館が建設される以前に馬の放牧場がここにあった時代に造られたものである。現存しているヴァルケンリートの狩の館は、私有物であり、ホテルペンションとして利用されている。
この町は、第二次世界大戦後にイギリス占領地区とソ連占領地区との間の最も重要な越境鉄道路線である南ハルツ線が通っており、エルリヒとヴァルケンリートとの間にその境界があったことで全国的に知られている。
2016年11月1日に、ザムトゲマインデ・ヴァルケンリートの構成自治体であったツォルゲ、ヴィーダ、ヴァルケンリートは単独自治体のヴァルケンリートとして合併し、ザムトゲマインデ・ヴァルケンリートは廃止された。これと同日のオステローデ・アム・ハルツ郡とゲッティンゲン郡との合併により、この町はゲッティンゲン郡に属すことになった。

## 住民

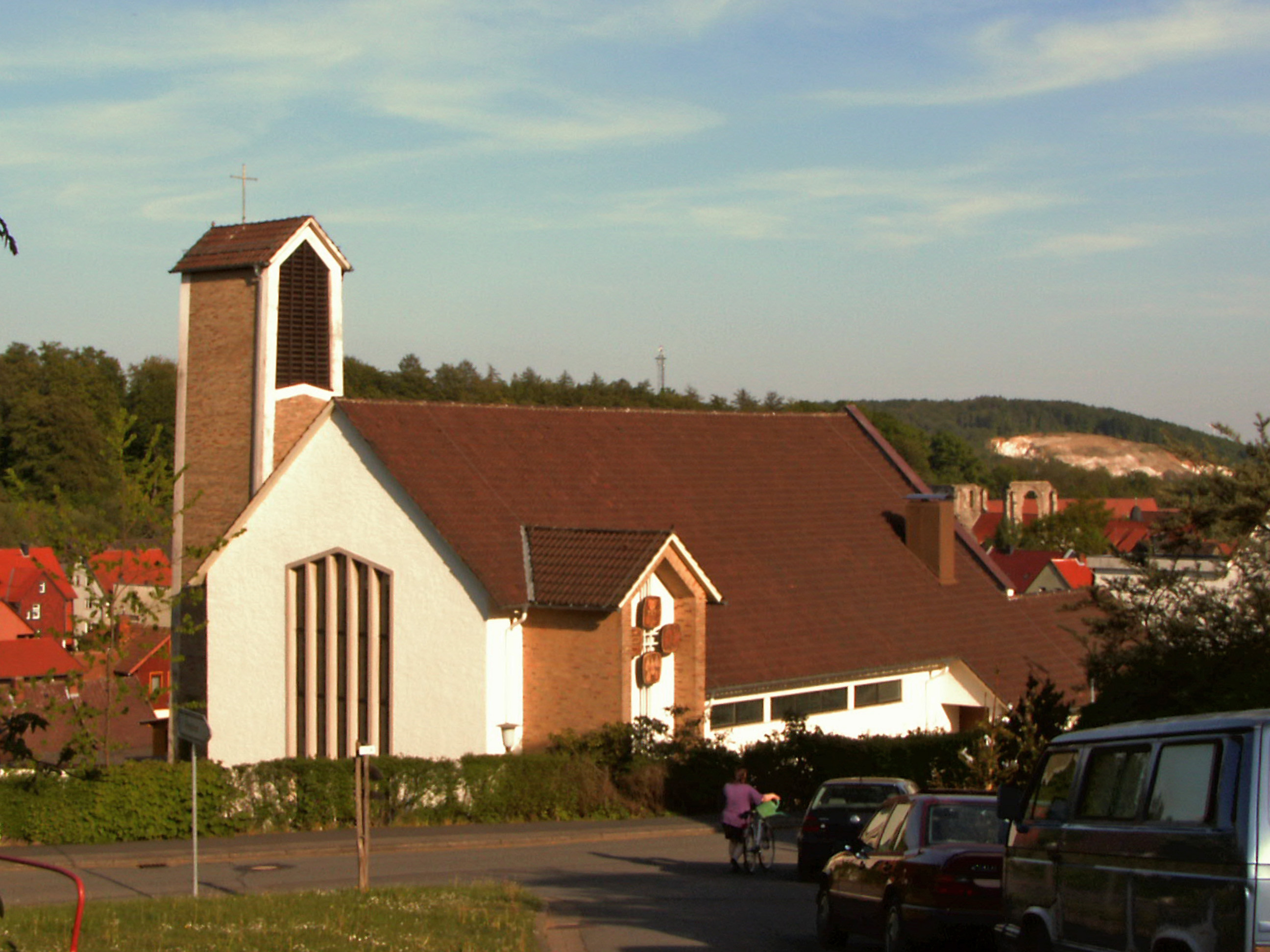
カトリックの聖十字架教会

### 宗教
人口の過半数、約56 % が福音主義ルター派、10 % がカトリック信者で、約34 % がこれら両宗派以外の宗教信仰者である（2011年のEU住民調査による）。
ヴァルケンリート福音主義ルター派教会組織は、バート・ハルツブルク監督教区に属す。旧シトー会修道院の集会ホールは1570年から福音主義の礼拝に利用されている。
カトリックの聖十字架教会は1960年に建設された。1945年以後、ヴァルケンリートにカトリックの教会組織が形成されたが、教会が建設されるまでは旧修道院の集会ホールで礼拝が行われていた。現在聖十字架教会は、バート・ラウターベルクの聖ベンノ教区教会の支教会となっている。

## 行政

### 町議会
2016年9月11日の町議会選挙以後、この町の議会は14議席で構成されている。

### 地区議会
ヴァルケンリートの町議会のほかに、同名のヴァルケンリート地区の課題を扱うヴァルケンリート地区議会がある。この地区議会は2016年9月11日以後 5議席で構成されている。

### 町長
2015年11月以降、アンドレアス・フィーヴェーガーがヴァルケンリートの名誉職の町長となっている。ザムトゲマインデから単独自治体への移行に伴って2016年9月11日に専任の町長を選出する必要が生じた。この選挙では、唯一の立候補者であったディーター・ハーバーラントが 69.16 % の信任票を得て当選した。

## 文化と見所
- 文化史上重要な沼沢地方はハイキング客のために開放されている。
- 12世紀に建設された旧シトー会ヴァルケンリート修道院は、大幅に修復され、見学することができる。回廊では毎年夏にヴァルケンリートの修道院コンサートが開催されている。
- ヴァルケンリートは南ハルツのカルスト地方に位置しており、地質学的特異性で知られている。特に「ツヴェルグレヒャー」は、ドイツで唯一、硬石膏が石膏に変化する際に膨張して形成された石膏源の洞窟である[8]。この町の近くには、「バート・ザクサおよびヴァルケンリート・カルスト地方自然保護区」と「プリオールタイヒ・ザクセンシュタイン自然保護地区」がある[9]。

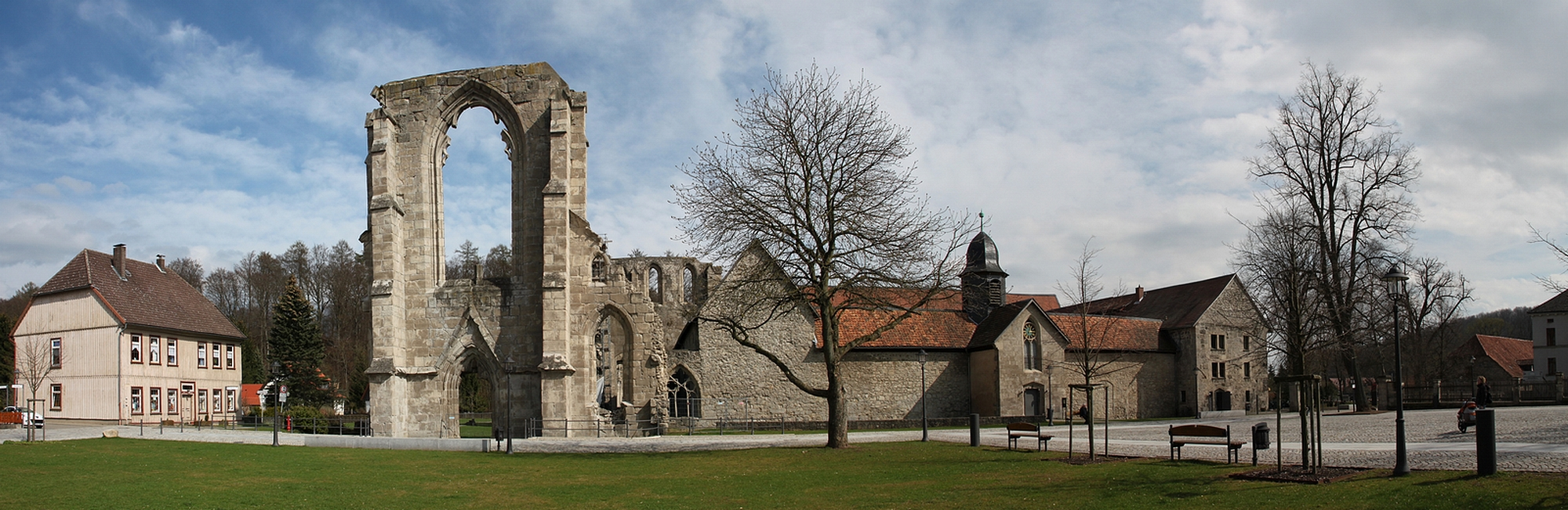
ヴァルケンリート修道院

### クラブ
- TV フリーゼン・ヴァルケンリート e.V.
- ヴァルケンリート修道院支援サークル e.V.
- ドイツ牧羊犬協会ヴァルケンリート支部
- ヴィア・ヴァルケンリーダー - ヴァルケンリートのためのヴァルケンリート住民会 e.V.